# سوکوندوگو
سوکوندوگو شهری در شهرستان تیکاره در استان بام در بورکینافاسوی شمالی است و جمعیت آن ۹۰۵ نفر است.